# ایزابلین-جکانووک
ایزابلین-جکانووک (به لهستانی:  Izabelin-Dziekanówek) یک روستا در لهستان است که در گمینا چوسنوو واقع شده‌است.